# Macroglenes penetrans
Macroglenes penetrans är en stekelart som först beskrevs av Kirby 1800.  Macroglenes penetrans ingår i släktet Macroglenes och familjen puppglanssteklar. Arten är reproducerande i Sverige. Inga underarter finns listade i Catalogue of Life.